# Nom no oficial
Els noms propis no oficials són els noms propis dels quals les institucions públiques no tenen cap constància.
En el cas dels antropònims, no es fan constar al registre civil ni en cap altra documentació.
Hi ha diferents noms propis no oficials de persona: l'hipocorístic, el renom (que pot ser un nom de casa o sobrenom o un malnom o mot), l'àlies i el pseudònim.
En els topònims, la distinció entre nom oficial i nom no oficial no és tan pertinent com en els antropònims, ja que les institucions públiques només donen el caràcter d'oficial als topònims majors, entre els quals hi ha, alguna vegada, duplicitat de topònim per a referir-nos al mateix element geogràfic: un d'oficial -reconegut per les institucions públiques- i un altre de no oficial que no compta amb aquest reconeixement.
Vet aquí els exemples més coneguts d'aquest fet; el topònim que apareix en primer lloc és l'oficial i l'altre el no oficial:
- l'Ametlla de Mar / la Cala
- Caldes d'Estrac / Caldetes
- Palau-solità i Plegamans / Palau de Plegamans
- Santa Maria de Corcó / l'Esquirol
- Santa Perpètua de Mogoda / Santa Perpètua de la Moguda